# Sergei Rjabew
Sergei Rjabew (russisch Сергей Рябев, wiss. Transliteration Sergej Rjabev; * 10. Juli 1951) ist ein ehemaliger sowjetischer Eisschnellläufer.
Rjabew nahm von 1971 bis 1980 an internationalen Wettbewerben teil. Dabei kam er bei den Olympischen Winterspielen 1976 in Innsbruck auf den vierten Platz über 1500 m. Er nahm an keiner Mehrkampfweltmeisterschaft und Mehrkampfeuropameisterschaft teil. Zudem wurde er im Jahr 1973 sowjetischer Meister über 5000 m und 10.000 m.

## Persönliche Bestzeiten
| Disziplin | Zeit         | Datum             | Ort    |
| --------- | ------------ | ----------------- | ------ |
| 500 m     | 38,60 s      | 10. Dezember 1977 | Almaty |
| 1000 m    | 1:17,40 min  | 27. März 1977     | Almaty |
| 1500 m    | 1:56,00 min  | 10. Dezember 1977 | Almaty |
| 3000 m    | 4:10,99 min  | 25. Dezember 1973 | Almaty |
| 5000 m    | 7:02,26 min  | 19. März 1977     | Almaty |
| 10.000 m  | 15:11,86 min | 19. März 1977     | Almaty |